# 2020 SW
2020 SWは、地球に最も接近する6日前の2020年9月18日にレモン山サーベイによって発見された小さな地球近傍小惑星である。2020 SWは、2020年9月24日11:13 UTに地球の表面から 21,600キロメートル (13,400 mi) 以内、静止高度 の36,000キロメートル (22,000 mi) 内を通過した。地球への接近での摂動により、アポロ群の軌道から太陽から1天文単位以内に軌道長半径があるアテン群の軌道へ変化した。その結果、2020 SWは今後200年間、 0.01天文単位 (1,500,000 km) よりも近い距離で地球へ接近することはない。
2020 SWの直径はおよそ 4-9 メートルと推定されており、小さなスクールバス程度である。もし地球に衝突すれば、ほとんどは大気圏突入の間に火球として崩壊し、一般的な飛散地域を残す可能性がある。2020 SWは、地球に接近した際、その光度が詳細に観測されており、その結果は2020 SWが細長い形状で、約28.5秒という速い自転周期を持つことを示している。

## 発見
2020 SWは、アリゾナ州ツーソンのレモン山天文台に設置されたレモン山サーベイを使用してKacper W. Wierzchośによって2020年9月18日に発見された。小惑星は、ペガスス座の位置にあり、見かけの等級が21.4のときに最初に観測された。地球から 0.02天文単位 (3,000,000 km; 1,900,000 mi) の距離にあり、毎分1.41秒の速度で天球上を移動していた。
その後、小惑星は小惑星センターのNEOCPにC378AD2としてリストされた。フォローアップ観測はパンスターズ（F51）とカタリナ・スカイサーベイ（V06）を含む4つの観測所によって実施された。小惑星の発見から1日以内にリストは確認され、2020年9月19日に2020 SWとして公に発表された。

## 軌道と分類
2020 SWは現在、地球を横断する、アテン群の軌道上にあり、軌道長半径は0.941天文単位、公転周期は0.91年である。近日点距離は0.743天文単位、遠日点距離が1.140天文単位の場合、2020 SWの軌道は金星の軌道から地球の軌道まで伸び、これらの惑星との接近通過が時折発生する。金星と地球との最小交差距離（MOID）はそれぞれ 0.02421 au (3,622,000 km; 2,250,000 mi) と 0.00042 au (63,000 km; 39,000 mi) である。2020 SWの軌道離心率は0.211で、黄道に対して2.3度傾いている。
2020年9月18日に地球に接近する前に、2020 SWは地球の軌道を横切るより遠いアポロ群の軌道であった。近日点は0.822天文単位、軌道長半径は1.015天文単位で、公転周期は1.02年であった。軌道離心率は0.190で、黄道に対して4.2度傾いていた。
| 時期   | 元期       | 公転周期 （p） | 遠日点 （Q） | 近日点 （q） | 軌道長半径 （a） | 離心率 （e） | 傾斜角 （i） |
| 単位   |            | （日）         | au           | au           | au               |              | (°)          |
| ------ | ---------- | -------------- | ------------ | ------------ | ---------------- | ------------ | ------------ |
| 接近前 | 2020-05-31 | 373.5          | 1.208        | 0.822        | 1.015            | 0.1902       | 4.212°       |
| 接近後 | 2020-12-17 | 333.6          | 1.140        | 0.743        | 0.941            | 0.2112       | 2.326°       |

## 物理的特性

### アルベドと直径
29.06の絶対等級に基づいて、2020 SWは想定される幾何アルベドがそれぞれ0.25と0.05の場合、直径が4〜9メートルと測定される。サイズが小さいことを考えると、2020 SWは小さいスクールバスと比較できる。サイズが小さいため、地球へ影響を与えることはない。また、軌道が惑星との衝突軌道上にあるとの推定もない。それが地球に影響を与えたとしても、大気圏突入の間に火球として崩壊し、一般的な飛散地域を残す可能性がある程度である。

### 形状と自転
2020 SWの地球との接近通過は、光度曲線を詳細に測定して、小惑星の大まかな形状と自転周期を決定する機会を提供した。2020年9月24日、地球に最も接近する前の10時間以内に、2020 SWは、ピーター・バートホイスルによってGreat Shefford Observatory（J95）で2時間51分間、継続的に観測された。彼は、0.0079039時間（28.4540秒）の自転周期で0.73の光度曲線の振幅を導き出した。これは、最小のa/bの楕円体のアスペクト比が1.6の細長い形状を示している。Northolt Branch Observatoriesの天文学者による2020 SWの初期の独立した観測では、小惑星の光度曲線は同様の測定値で、自転周期は0.00790時間（28.44秒）、振幅は0.72であった。